# Angelina Sondakh
Angelina Patricia Pingkan Sondakh née le 28 décembre 1977 à Armidale est une actrice femme politique et mannequin indonésienne qui a remporté le titre de Putri Indonésie 2001.
Par la suite, elle est entrée en politique et élue membre du conseil représentatif du peuple indonésien pour la période 2004-2009 et 2009-2014 du parti démocrate. En 2012, elle est devenue suspecte dans une affaire de corruption au domicile de l'athlète des jeux d'Asie du Sud-Est de 2011 impliquant un certain nombre d'autres politiciens indonésiens,.